# Zakřany
Zakřany (en allemand : Branschkow) est une commune du district de Brno-Campagne, dans la région de Moravie-du-Sud, en République tchèque. Sa population s'élevait à 788 habitants en 2020.

## Géographie
Zakřany se trouve à 3 km au nord-ouest de Zbýšov, à 21 km à l'ouest-sud-ouest de Brno et à 170 km au sud-est de Prague.
La commune est limitée par Příbram na Moravě au nord, par Babice u Rosic à l'est, par Zbýšov et Oslavany au sud, et par Lukovany et Vysoké Popovice à l'ouest.

## Histoire
La première mention écrite de la localité date de 1350.